# Carnival Corporation & plc
Carnival Corporation & plc és un operador de creuers britànic-americà amb una flota combinada de més de noranta vaixells de nou marques de línies de creuers i una empresa conjunta amb China State Shipbuilding Corporation (CSSC). Carnival, una empresa de doble cotització, està formada per dues empreses: Carnival Corporation, amb seu als Estats Units, i Carnival plc, amb seu al Regne Unit, que funcionen com una sola entitat. Carnival Corporation cotitza a la Borsa de Nova York, mentre que Carnival plc cotitza a la Borsa de Londres amb una cotització ADR a la NYSE. Carnival apareix als dos índexs S&P 500 i FTSE 250.
L'entitat nord-americana Carnival Corporation té la seva seu als Estats Units, amb la seu operativa situada a la ciutat de Doral, Florida. L'entitat britànica Carnival plc té la seva seu a Southampton, Anglaterra.